# Liste der Bodendenkmäler in Ehekirchen
Auf dieser Seite sind die Bodendenkmäler in der oberbayerischen Gemeinde Ehekirchen zusammengestellt. Diese Tabelle ist eine Teilliste der Liste der Bodendenkmäler in Bayern. Grundlage ist die Bayerische Denkmalliste, die auf Basis des Bayerischen Denkmalschutzgesetzes vom 1. Oktober 1973 erstmals erstellt wurde und seither durch das Bayerische Landesamt für Denkmalpflege geführt wird. Die folgenden Angaben ersetzen nicht die rechtsverbindliche Auskunft der Denkmalschutzbehörde.

## Bodendenkmäler in Ehekirchen
| Lage       | Objekt                                                                                     | Akten-Nr.     | Bild |
| ---------- | ------------------------------------------------------------------------------------------ | ------------- | ---- |
| (Standort) | Siedlung vor- und frühgeschichtlicher Zeitstellung.                                        | D-1-7332-0103 |      |
| (Standort) | Siedlungen der Linearbandkeramik und der Hallstattzeit. Gräberfeld mit Brandgräbern        | D-1-7332-0104 |      |
| (Standort) | Siedlung vor- und frühgeschichtlicher Zeitstellung.                                        | D-1-7332-0105 |      |
| (Standort) | Siedlungen des Jungneolithikums und vor- und frühgeschichtlicher Zeitstellung.             | D-1-7332-0106 |      |
| (Standort) | Siedlung vor- und frühgeschichtlicher Zeitstellung.                                        | D-1-7332-0108 |      |
| (Standort) | Siedlung vor- und frühgeschichtlicher Zeitstellung.                                        | D-1-7332-0110 |      |
| (Standort) | Grabhügel vorgeschichtlicher Zeitstellung.                                                 | D-1-7332-0111 |      |
| (Standort) | Untertägige Befunde und Funde im Bereich der Kapelle St. Sylvester                         | D-1-7332-0113 |      |
| (Standort) | Vorgeschichtliche Siedlung.                                                                | D-1-7332-0115 |      |
| (Standort) | Grabhügel vorgeschichtlicher Zeitstellung.                                                 | D-1-7332-0117 |      |
| (Standort) | Vorgeschichtliche Siedlung.                                                                | D-1-7332-0119 |      |
| (Standort) | Burgstall Reichbühl.                                                                       | D-1-7332-0122 |      |
| (Standort) | Burgstall Lorenziberg. (Höhen-)Siedlungen der Vorgeschichte und der Römischen Kaiserzeit   | D-1-7332-0123 |      |
| (Standort) | Abschnittsbefestigung vor- und frühgeschichtlicher Zeitstellung.                           | D-1-7332-0124 |      |
| (Standort) | Grabhügel vorgeschichtlicher Zeitstellung.                                                 | D-1-7332-0125 |      |
| (Standort) | Siedlung vor- und frühgeschichtlicher Zeitstellung.                                        | D-1-7332-0126 |      |
| (Standort) | Siedlung vor- und frühgeschichtlicher Zeitstellung.                                        | D-1-7332-0128 |      |
| (Standort) | Grabhügel vorgeschichtlicher Zeitstellung.                                                 | D-1-7332-0129 |      |
| (Standort) | Siedlungen der Vorgeschichte und der Urnenfelderzeit.                                      | D-1-7332-0133 |      |
| (Standort) | Vorgeschichtliche, metallzeitliche Siedlung.                                               | D-1-7332-0134 |      |
| (Standort) | Siedlung vor- und frühgeschichtlicher Zeitstellung.                                        | D-1-7332-0138 |      |
| (Standort) | Untertägige Befunde und Funde im Bereich der Kath. Pfarrkirche St. Michael in Haselbach    | D-1-7332-0141 |      |
| (Standort) | Vorgeschichtliche Siedlung.                                                                | D-1-7332-0142 |      |
| (Standort) | Siedlung oder Gräberfeld der Vorgeschichte.                                                | D-1-7332-0143 |      |
| (Standort) | Untertägige Befunde und Funde im Bereich der Kath. Filialkirche St. Martin                 | D-1-7332-0144 |      |
| (Standort) | Untertägige Befunde und Funde im Bereich der abgegangenen Kath. Pfarrkirche St. Maria      | D-1-7332-0146 |      |
| (Standort) | Station des Mesolithikums.                                                                 | D-1-7332-0150 |      |
| (Standort) | Spätpaläolithische/mesolithische Station.                                                  | D-1-7332-0151 |      |
| (Standort) | Mesolithische Station, Siedlungen des Neolithikums und der Frühbronzezeit.                 | D-1-7332-0155 |      |
| (Standort) | Gräber der frühen oder mittleren Bronzezeit.                                               | D-1-7332-0156 |      |
| (Standort) | Mesolithische Station. Siedlungen der Urnenfelder-, Hallstatt- und Latènezeit.             | D-1-7332-0160 |      |
| (Standort) | Siedlung vor- und frühgeschichtlicher Zeitstellung.                                        | D-1-7332-0161 |      |
| (Standort) | Vorgeschichtliche Siedlung.                                                                | D-1-7332-0162 |      |
| (Standort) | Frühmittelalterliches Reihengräberfeld, Siedlung vorgeschichtlicher Zeitstellung.          | D-1-7332-0164 |      |
| (Standort) | Vorgeschichtliche Siedlung.                                                                | D-1-7332-0166 |      |
| (Standort) | Mesolithische Station. Neolithische Siedlung.                                              | D-1-7332-0168 |      |
| (Standort) | Siedlung vor- und frühgeschichtlicher Zeitstellung.                                        | D-1-7332-0171 |      |
| (Standort) | Siedlung vor- und frühgeschichtlicher Zeitstellung.                                        | D-1-7332-0174 |      |
| (Standort) | Siedlung des Alt- und Mittelneolithikums.                                                  | D-1-7332-0177 |      |
| (Standort) | Siedlung der Späthallstatt-/Frühlatènezeit.                                                | D-1-7332-0178 |      |
| (Standort) | Untertägige Befunde und Funde im Bereich des abgegangenen Adelssitzes der Aunpecken        | D-1-7332-0217 |      |
| (Standort) | Untertägige Befunde und Funde im Bereich der Kath. Pfarrkirche St. Martin von Ambach       | D-1-7332-0218 |      |
| (Standort) | Untertägige Befunde und Funde im Bereich der Kath. Kirche St. Valentin in Bonsal           | D-1-7332-0219 |      |
| (Standort) | Untertägige Befunde und Funde im Bereich der ehemaligen Kath. Pfarrkirche St. Lorenz       | D-1-7332-0220 |      |
| (Standort) | Mittelalterliche und frühneuzeitliche Befunde im Bereich der Kath. Pfarrkirche St. Michael | D-1-7332-0221 |      |
| (Standort) | Untertägige Befunde und Funde im Bereich der Kath. Pfarrkirche St. Gertrud                 | D-1-7332-0222 |      |
| (Standort) | Untertägige Befunde und Funde im Bereich des hochmittelalterlichen Adelshofes              | D-1-7332-0223 |      |
| (Standort) | Untertägige Befunde und Funde im Bereich der Kath. Pfarrkirche St. Peter und Paul          | D-1-7332-0224 |      |
| (Standort) | Siedlungen der Linearbandkeramik, der Urnenfelder- und Hallstattzeit.                      | D-1-7332-0225 |      |
| (Standort) | Untertägige Befunde und Funde im Bereich der Kath. Kath. Filialkirche St. Stephanus        | D-1-7332-0226 |      |
| (Standort) | Untertägige Befunde und Funde                                                              | D-1-7332-0227 |      |
| (Standort) | Spätmerowingisches Reihengräberfeld mit frühchristlichen Adelsgrablegen.                   | D-1-7332-0228 |      |
| (Standort) | Untertägige Befunde und Funde im Bereich der Kath. Pfarrkirche St. Johannes Baptist        | D-1-7332-0229 |      |
| (Standort) | Untertägige Befunde und Funde im Bereich der Kath. Pfarrkirche St. Qurinus                 | D-1-7332-0230 |      |
| (Standort) | Bestattungen vor- und frühgeschichtlicher Zeitstellung, wohl frühmittelalterlich           | D-1-7332-0231 |      |
| (Standort) | Untertägige Befunde und Funde im Bereich der Kath. Filialkirche St. Michael                | D-1-7332-0232 |      |
| (Standort) | Untertägige Befunde und Funde im Bereich der Kath. Filialkirche St. Sebastian              | D-1-7332-0233 |      |
| (Standort) | Untertägige Befunde und Funde im Bereich der abgegangenen Kath. Pfarrkirche                | D-1-7332-0234 |      |
| (Standort) | Reihengräberfeld des frühen Mittelalters.                                                  | D-1-7332-0235 |      |
| (Standort) | Reihengräberfeld des frühen Mittelalters.                                                  | D-1-7332-0236 |      |
| (Standort) | Siedlung der Steinzeiten.                                                                  | D-1-7332-0237 |      |